# Sten Löfberg
Sten Gustaf Löfberg, född 14 november 1905 i Malmö S:t Petri församling, död 15 november 2002 i Hyllie församling, var en svensk biografdirektör, filmbolagsdirektör och affärsman. 

## Biografi
Sten Löfberg var son till direktör Gustaf Löfberg (1874–1947) som drev biografrörelse i Malmö. Han avlade jur. kand.-examen vid Lunds universitet 1928 och bedrev utlandsstudier i England, Tyskland och Frankrike. 
Han inträdde i biograf- och filmbranschen 1929. Efter några års praktik vid familjeföretagen i Malmö blev han 1932 verkställande direktör för National Film AB och senare var han verksam som direktör i Göta Film AB. Där verkade även hans bror Tor Löfberg (1907–2003). National Film var en betydande importör av biograffilm från Tyskland och Frankrike. Firman fick också 1936 ta över produktionen av filmen Skeppsbrutne Max sedan den ursprungliga producenten AB M-film gått i konkurs. Samma år anställdes han av det amerikanska företaget RKO Radio Film med uppgift att organisera dess filmdistribution i Sverige.
År 1937 återvände han till Malmö som ledare av familjekoncernens biografrörelse som omfattade biograferna Palladium och Capitol. Senare utökades antalet biografer. Från 1947 var han också direktör för familjeföretaget Löfbergs Glas och Porslin som han utvecklade till en av landets ledande specialaffärer i branschen. Löfberg var en av grundarna av affärskedjan Duka, som var en sammanslutning av enskilda fackhandlare inom glas och porslin. Mellan 1962 och 1967 var han ordförande i dess styrelse. År 1974 tilldelades han Svenska filmsamfundets utmärkelse Filmpionjärernas minnesmedalj i guld. Sten Löfberg är begravd på Sankt Pauli södra kyrkogård i Malmö.